# Etilestrenolo
L'etilestrenolo è un farmaco a struttura steroidea dotato, alle dosi terapeutiche, di azione anabolizzante, ma con quasi nulla attività androgena. Il farmaco presenta anche una lieve azione progestinica.

L'etilestrenolo è un derivato del nandrolone (19-nortestosterone) mancante del gruppo funzionale 3-keto. Dato che il farmaco, a differenza del nandrolone, può essere assunto per via orale, in alcuni paesi è stato commercializzato con il nome di Orabolin, a sottolinearne appunto la via di somministrazione.

Il farmaco si è dimostrato in grado di potenziare l'attività fibrinolitica dell'organismo: si tratta in altre parole di un profibrinolitico che potrebbe trovare applicazione nella prevenzione delle malattie trombotiche, in particolare nei soggetti affetti da documentata sindrome ipofibrinolitica.

## Usi clinici
L'etilestrenolo è stato impiegato in tutte le condizioni in cui si rende necessaria un'azione anabolizzante, ad esempio negli stati convalescenziali. Ampio impiego ha avuto anche nel trattamento dell'osteoporosi per la sua capacità di promuovere la ricostruzione della matrice ossea.

Negli anni 60 fu ampiamente utilizzato in età pediatrica per l'anoressia ed i disturbi alimentari degli adolescenti.

Il farmaco è stato inoltre utilizzato per antagonizzare gli effetti catabolizzanti degli ormone surrenalici.

Negli anni 80 vi è stato un ritorno di interesse verso questa sostanza per la comparsa di alcuni studi clinici che ne sottolineavano l'efficacia nel bloccare la progressione di alcune malattie autoimmunitarie, tra cui il lupus eritematoso sistemico e la sindrome di Sjögren.

## Effetti collaterali
Gli effetti collaterali dell'etilestrenolo sono simili a quelli del testosterone, ma con un'incidenza più bassa.

L'effetto collaterale più grave è rappresentato dall'ittero colestatico. Dosi elevate possono indurre effetti progestinici come nausea, vomito, ritenzione idrica e amenorrea.

## Controindicazioni
È controindicato in caso di carcinoma prostatico, e dev'essere usato con cautela nei soggetti affetti da disturbi epatici.